# Draugen - Rarities
Draugen - Rarities este o compilație a proiectului lui Varg Vikernes, Burzum; este de fapt versiunea oficială a bootleg-ului Draugen. Diferențele dintre cele două înregistrări sunt minore, mai exact versiunea oficială include videoclipul piesei "Dunkelheit" pe lângă cele 13 piese de pe bootleg; de asemenea coperta a fost schimbată.
Piesa 9 apare pentru prima dată pe o înregistrare oficială.
Această compilație a fost lansată sub forma unui disc dublu; partea CD (audio) conține 13 piese, iar partea DVD (video) conține videoclipul piesei "Dunkelheit".

## Lista pieselor

### Partea 1 (audio)
- Piesa 1 e de pe Burzum
- Piesele 2 și 3 sunt de pe Aske
- Piesele 4, 5, 6 și 7 sunt de pe Burzum (Demo I)
- Piesele 8, 9 și 10 sunt de pe Svarte Dauen (bootleg)
- Piesa 11 e de pe Burzum
- Piesa 12 e de pe Det Som Engang Var
- Piesa 13 e de pe Filosofem

1. "A Lost Forgotten Sad Spirit" - 09:10
2. "Stemmen fra tårnet" - 06:09
3. "Dominus Sathanas" - 03:04
4. "Lost Wisdom" - 04:52
5. "Spell Of Destruction" - 04:58
6. "Channeling The Power Of Souls Into A New God" - 04:00
7. "Outro" - 01:57
8. "Et hvitt lys over skogen" - 09:08
9. "Once Emperor" - 06:14
10. "Seven Harmonies Of The Unknown Truth"[2] - 03:09
11. "My Journey To The Stars" - 08:10
12. "Lost Wisdom" - 04:38
13. "Dunkelheit" - 07:05

### Partea 2 (video)
1. "Dunkelheit" - 07:40

## Personal
- Varg Vikernes - vocal, toate instrumentele
- Samoth - chitară bas (piesa 2)